# Tanbei
Tanbei, född 300-talet, död 396, var en kinesisk buddhistnunna.
Hon var berömd för sin lärdom inom buddhismen och betraktades som ett föredöme även av kejsarhuset. Kejsar Jianwen bekostade år 354 grundandet av Yong'an kloster i huvudstaden Jiankang, där hon utnämndes till abbedissa. Klostret utökades efter hennes död av hennes elev och efterträdare Tanluo.